# Hypotrachyna costaricensis
Hypotrachyna costaricensis är en lavart som först beskrevs av William Nylander och som fick sitt nu gällande namn av Mason Ellsworth Hale. 
Hypotrachyna costaricensis ingår i släktet Hypotrachyna och familjen Parmeliaceae. Inga underarter finns listade i Catalogue of Life.